# Bulbophyllum kieneri
Bulbophyllum kieneri là một loài phong lan thuộc chi Bulbophyllum.